# プラタップ・チャンドラ・チャンダー
プラタップ・チャンドラ・チャンダー（英: Pratap Chandra Chunder、1919年 - 2008年1月1日）は、インドの政治家、教育家、作家。モラルジー・デーサーイー内閣で1977年から1980年まで、教育・社会福祉相を務めた。
カルカッタ大学で歴史学と法学を研究し、Ph.D.を取得。1962年から1968年までウェストベンガル州議会議員で、1968年には州の金融・司法相に就任した。弁護士としてカルカッタ高裁やインド最高裁判所にも出向いた。一時期はカルカッタ大学法学部に在学していながら議員を兼務していた。
カルカッタ（現 コルカタ）のプレジデンシー・カレッジにも在籍していた彼は、1989年から1990年まで、1993年から1994年まで、1998年から1999年まで、それに2000年から2005年まで、同校の同窓会幹事を務めた。一方で、ラビンドラ・バーラティー大学の執行委員会にも加わった。ウェストベンガル州遺産委員会の発起人でもある。
Bubhuksha、Smrtira Alinde、Job Charnocker Bibi、Glimpses of Indian Culture: Ancient and Modern、Kautilya on Love and Moralsなどの歴史小説や脚本も遺した。